# Wolica (rejon krzemieniecki)
Wolica (ukr. Волиця) – wieś na Ukrainie, w obwodzie tarnopolskim, w rejonie krzemienieckim.